# George Noble, 2. Baronet
Sir George John William Noble, 2. Baronet (* 3. März 1859; † 29. Juli 1937) war ein britischer Adliger und Offizier.

## Leben
Noble war der älteste Sohn des britischen Rüstungsunternehmers Sir Andrew Noble, 1. Baronet, aus dessen Ehe mit Margery Durham Campbell (1828–1929).
Er absolvierte eine Kadettenausbildung am Royal Military College Sandhurst und trat anschließend im Januar 1880 als Second Lieutenant der 20th Hussars in die British Army ein. Er wechselte bereits zwei Wochen später als Second Lieutenant zu den 13th Hussars. Spätestens 1887 war er zum Captain befördert worden. 1895 gab er seinen Dienstposten bei den 13th Hussars auf und wurde als Captain des Yeomanry-Regiments der Northumberland Hussars Reserveoffizier. Mit diesem Regiment nahm er zwischen 1900 und 1901 an den Kämpfen des Zweiten Burenkriegs teil und wurde in Anerkennung seiner dortigen Verdienste im Oktober 1901 zum Major befördert. Im Juni 1904 schied er aus dem Militärdienst aus.
Beim Tod seines Vaters erbte er am 22. Oktober 1915 dessen diesem 1902 verliehenen Adelstitel Baronet, of Ardmore and Ardardan Noble, in the Parish of Cardross, in the County of Dumbarton.
Er amtierte als Justice of the Peace für Northumberland sowie 1918 auch als High Sheriff von Northumberland.
Er hatte am 29. Juli 1896 Mary Ethel Walker-Waters, Tochter des Chief Inspectors der Royal Irish Constabulary Samuel Abraham Walker-Waters, geheiratet. Aus dieser Ehe, die 1916 geschieden wurde, hatte er eine Tochter, Veronica Margaret Noble (1900–1995), die 1921 Joseph Pease, 2. Baron Gainford heiratete.
Da er keine männlichen Nachkommen hinterließ, fiel sein Adelstitel bei seinem Tod an seinen Bruder Saxton William Armstrong (1863–1942) als 3. Baronet.